# Michele Guainazzi
Michele Guainazzi (Milano, 24 novembre 1921 – ...) è stato un calciatore italiano, di ruolo centrocampista.

## Biografia
Promettente mediano dell'Ambrosiana-Inter, durante la seconda guerra mondiale venne chiamato alle armi e inviato in Nordafrica col 7º Reggimento bersaglieri.
A Marsa Matruh, nel giugno 1942, si rese autore dell'impresa di issare la bandiera italiana sul palo dell'asta della sede del comando inglese appena conquistato; l'evento fu immortalato da cineoperatori dell'Istituto Luce.
Dopo la guerra, ha posseduto un bar a Rho.

## Carriera
Dopo le giovanili con l'Ambrosiana-Inter e lo Stradellina, e gli esordi in Serie C con il Dopolavoro Redaelli, debuttò in Serie B nella stagione 1946-1947 con la Ternana.
Con gli umbri disputò due campionati cadetti per un totale di 52 presenze, prima di abbandonare per un grave infortunio.